# 谷山俊樹
谷山 俊樹（たにやま としき、1988年11月27日 - ）は、日本の男性プロキックボクサー。神奈川県伊勢原市出身。谷山ジム所属。

## 来歴

### 幼少期
3歳の時に空手を始める。
中学時代は野球部に所属し、アンディ・フグの活躍する姿を観てキックボクシングを始めた。
高校時代に谷山のクラスに教育実習の先生として城戸康裕が担当していた。
神奈川県立伊志田高等学校卒業。

### 大学時代
国士舘大学キックボクシング部に所属。
2007年、18歳の時に大学一年時に 全日本学生キックボクシング連盟ライト級王座を獲得。
19歳の時にプロデビューをする。
国士舘大学政治経済学部経営学科卒業。

### プロ時代
2010年5月2日、K-1 WORLD MAX 2010 〜-63kg Japan Tournament 1st Round〜で、全日本新空手K-2軽中量級王者の卜部弘嵩と対戦し、2-1の判定勝ちを収めた。
2010年7月5日、K-1 WORLD MAX 2010 〜-63kg Japan Tournament FINAL〜のリザーブファイトで麻原将平と対戦し、3-0の判定勝ちを収めた。
2010年9月23日、谷山ジム主催「Big bang 3 〜ビッグバン 統一への道 其の参〜」のISKAインターコンチネンタル63kg級王座決定戦で、ISKAムエタイ・オーストラリア王者マット・カシュモアーと対戦し、3-0の判定勝ちで王座を獲得した。
2011年6月25日、K-1 WORLD MAX 2011 -63kg Japan Tournament FINALのリザーブファイトで渡辺理想と対戦し、延長Rの末3-0の判定勝ちを収めた。

## 人物
- 谷山ジム・谷山歳於会長の息子。
- プロキックボクシング世界二冠王に就く。

## 戦績

### プロキックボクシング
| キックボクシング 戦績 | キックボクシング 戦績 | キックボクシング 戦績 | キックボクシング 戦績 | キックボクシング 戦績 | キックボクシング 戦績 | キックボクシング 戦績 |
| --------------------- | --------------------- | --------------------- | --------------------- | --------------------- | --------------------- | --------------------- |
| 45 試合               | (T)KO                 | 判定                  | その他                | 引き分け              | 無効試合              |                       |
| 33 勝                 | 10                    | 23                    | 0                     | 2                     | 0                     |                       |
| 10 敗                 | 2                     | 8                     | 0                     | 2                     | 0                     |                       |

| 勝敗 | 対戦相手                           | 試合結果                   | 大会名 | 開催年月日     |
| ○    | 佐々木郁矢                         | 1R 2:42 KO（右ハイキック） | 谷山ジム「ビッグバン・統一への道 其の六」 | 2011年8月21日  |
| ○    | 渡辺理想                           | 延長R終了 判定3-0          | K-1 WORLD MAX 2011 -63kg Japan Tournament FINAL 【-63kg Japan Tournament 第1リザーブファイト】                                                   | 2011年6月25日  |
| ○    | ベク・マンソン                     | 3R終了 判定3-0             | 谷山ジム「ビッグバン・統一への道 其の五」 | 2011年5月15日  |
| ×    | 尾崎圭司                           | 延長R 2:04 TKO(タオル投入) | Krush初代王座決定トーナメント～Round.1～ 【スーパーファイト】                                                                                    | 2010年12月12日 |
| ○    | マット・カシュモアー               | 3R終了 判定3-0             | 谷山ジム主催「Big bang 3 〜ビッグバン 統一への道 其の参〜」 【ISKAインターコンチネンタル63kg級王座決定戦】                                       | 2010年9月23日  |
| ○    | 麻原将平                           | 3R終了 判定3-0             | K-1 WORLD MAX 2010 〜-70kg World Championship Tournament FINAL16 / -63kg Japan Tournament FINAL〜 【-63kg Japan Tournament 第3リザーブファイト】 | 2010年7月5日   |
| ○    | 卜部弘嵩                           | 延長R終了 判定2-1          | K-1 WORLD MAX 2010 〜-63kg Japan Tournament 1st Round〜 【1回戦】                                                                                | 2010年5月2日   |
| ○    | チャイナリット・ソーモンコンデット | 3R終了 判定2-0             | マーシャルアーツ日本キックボクシング連盟「谷山ジム25周年記念興行 ビッグ・バン～統一への道」                                                      | 2010年3月28日  |
| ○    | 飛猿                               | 1R 0:39 KO(右ストレート)   | マーシャルアーツ日本キックボクシング連盟「BREAK THROUGH-14～突破口～」                                                                           | 2009年12月4日  |
| ○    | 隈原和明                           | 3R終了 判定2-0             | マーシャルアーツ日本キックボクシング連盟「BREAK THROUGH-13～突破口～」                                                                           | 2009年10月18日 |
| ×    | 卜部功也                           | 3R終了 判定0-3             | K-1甲子園 〜FINAL 16 【スーパーファイト K-1 YOUTHルール】                                                                                        | 2009年8月10日  |
| ○    | 須藤稔也                           | 1R 2:35 TKO                | マーシャルアーツ日本キックボクシング連盟「BREAK THROUGH-11～突破口～」                                                                           | 2009年6月14日  |
| ○    | 清川祐弥                           | 3R終了 判定3-0             | M-1 FAIRTEX SINGHA BEER ムエタイチャレンジ「Legend of elbows 2008 ～CRASH～」                                                                    | 2008年3月9日   |

### アマチュアキックボクシング
| 勝敗 | 対戦相手     | 試合結果       | 大会名                                                                      | 開催年月日    |
| △    | 才賀紀左衛門 | 3R終了 判定0-0 | K-1甲子園 KING OF UNDER 18 〜FINAL16〜 【K-1 WORLD YOUTH スペシャルマッチ】 | 2008年8月29日 |

### エキシビションマッチ
| 勝敗 | 対戦相手 | 試合結果 | 大会名                                                      | 開催年月日    |
| －   | HIROYA   | 2分2R    | 谷山ジム主催「Big bang 2 〜ビッグバン 統一への道 其の弐〜」 | 2010年7月31日 |

## 獲得タイトル
- 全日本学生キックボクシング連盟ライト級チャンピオン（2007年）(アマチュア)
- WKA世界スーパーライト級チャンピオン　(プロ)
- WBKF世界スーパーライト級チャンピオン　(プロ)
- 初代Bigbangスーパーライト級チャンピオン (プロ)
- ISKAインターコンチネンタル63kg級チャンピオン (プロ)